# A tu vera (programa de televisión)
A Tu Vera, es un concurso musical dedicado a la interpretación de canción española y copla emitido en Castilla-La Mancha por Castilla-La Mancha Media Televisión los sábados a las 22:00. El espacio es una adaptación del talent show andaluz Se llama copla de Canal Sur Televisión. Es uno de los programas más longevos de Castilla-La Mancha Televisión, comenzó sus emisiones el 15 de febrero de 2009 y tras más de 14 ediciones sigue siendo uno de los programas de referencia de la noche de los fines de semana en Castilla-La Mancha. Durante 11 temporadas se emitió la noche de los domingos, pero a partir de la 12.ª temporada se emitió los sábados por la noche.

## Mecánica
Cada una de las ediciones del programa tiene características distintas en la mecánica aunque todas ellas comparten una estructura básica. El concursante interpreta una copla acompañado por una orquesta en directo. Una vez finaliza su número, es valorado por el jurado. Al término de la décima actuación, se hace el recuento de los votos del público. Se elige al favorito de la noche, que es el participante que ha obtenido mayor número de llamadas y mensajes de texto a lo largo de la noche. También se procede a salvar a los concursantes más votados por el público y/o mejor valorados por el jurado. El resto se convierte en candidato al reto. 
En función de diferentes decisiones que varían en cada temporada, uno de los candidatos al reto deberá defender su permanencia en un duelo musical contra un aspirante a concursante procedente del casting abierto. Cantarán la misma copla, a piano, medio tema. El jurado decidirá al vencedor del reto. El ganador, será concursante. El perdedor, se irá definitivamente.
PECULIARIDADES DE CADA EDICIÓN
En las dos primeras ediciones (2009-2010), cada uno de los miembros del jurado otorgaba una puntuación a la actuación del concursante, que iba del 0 al 10. El sistema era similar al utilizado en Se llama Copla. Se elaboraba un ranking que mezclaba las puntuaciones del jurado (máximo 40 puntos) y los votos del público. Los tres últimos concursantes quedaban en zona de peligro. El favorito salvaba a uno de ellos, y el retante de la noche elegía rival para el reto entre los otros dos. A veces, se introducían variantes: el favorito de la noche podía cambiar a uno de los concursantes condenados por uno de los salvados
En la tercera y la cuarta edición (2011-2012), el sistema de puntuación numérica cambió por el sistema de colores. Cada miembro del jurado asignaba un color a la actuación del concursante, siendo verde el color positivo, y rojo, el color negativo, según hubiera gustado o no el número musical a los miembros de la mesa. Si un concursante obtenía verde de todos los miembros de la mesa, quedaba salvado automáticamente hasta la semana siguiente. Si un concursante obtenía un pleno de rojos, se convertía en candidato al reto. Si un concursante obtenía una puntuación mixta (cualquier combinación que mezclara rojos y verdes), quedaba expuesto a los votos del público. La zona de candidatos al reto estaba integrada por todos los concursantes con pleno rojo, más los concursantes menos votados por la audiencia que habían obtenido una puntuación mixta. En total, 4 candidatos definitivos. El favorito de la noche salvaba a uno. El jurado, a otro. Al final, quedaban 2 candidatos.
En la tercera edición el retante de la noche elegía rival entre los dos que quedaban. En la cuarta edición, los dos concursantes que quedaban se retaban entre sí en el reto final, y el perdedor se enfrentaba a un retante nuevo al inicio del programa siguiente. Así nació el "reto inicial", costumbre que perduró en ediciones posteriores
En la quinta edición (2013) se produjo un cambio radical en la mecánica. Desapareció el sistema de colores y las votaciones del público, debido a que las galas no se emitían en directo. Solo la semifinal y la final de esa edición fueron emitidas en directo, y por tanto, contaron con televoto. El resto de galas, se desarrollaron mediante decisiones del jurado.
Durante las primeras semanas de concurso, la competición se desarrolló mediante un sistema de retos a piano, uno contra uno. Eran 14 participantes (7 batallas cada noche). Los ganadores de cada reto se salvaban automáticamente hasta la semana siguiente. De los 7 concursantes perdedores, 5 de ellos se salvaban por diferentes decisiones del favorito de la noche, el jurado y la repetición de la actuación. Los otros dos se sometían al reto final, siendo uno de ellos eliminado
Cuando quedaron 9 concursantes en competición, estos se dividieron en tres equipos de tres personas cada uno. Cada grupo estaba capitaneado por un exconcursante de A tu vera(María Rubí, Juan Jumilla y Olga Romero), que se convirtieron en apoderados, los cuales además de capitanear y gestionar sus equipos, hacían también de jurado, puntuando las actuaciones de los concursantes de los otros equipos. Las puntuaciones de los jurados apoderados se juntaban con las del jurado ordinario (Carlos Vargas y Marían Conde), siendo la única vez que no participó el maestro Rafael Rabay
A partir de esa semana, se recuperó la orquesta, la figura del retante y el sistema de puntuación numérica de las dos primeras ediciones. Las corales y canciones en grupo, por primera vez en el formato, jugaban un papel importante en el desarrollo del programa. Cada concursante recibía dos puntuaciones: una, por su actuación individual, y otra por su actuación en equipo. Al final de la noche se sumaban ambas puntuaciones (máximo: 80 puntos). En la actuación del equipo participaban los apoderados y la puntuación era común a todos los miembros del mismo. Los concursantes con menor puntuación numérica quedaban en zona de peligro. Podían ser salvados por el favorito y el jurado hasta quedar 2. Estos dos últimos se retaban en el reto final, y el perdedor debía someterse al desafío inicial del programa siguiente contra un retante de fuera
En la sexta edición (2014), el sistema volvió a cambiar. Por primera vez en la historia del formato, el jurado se limitaba a opinar sobre la actuación, sin emitir veredictos. Las decisiones no se tomaban hasta el final de la noche, cuando todos los concursantes habían actuado. El jurado blindaba a 4 concursantes, los cuales se salvaban automáticamente hasta la semana siguiente. De los 4 concursantes señalados de forma positiva por el jurado, el más votado por la audiencia se convertía en favorito de la noche. Los otros 6 quedaban en zona de peligro
El favorito de la noche debía condenar a 4 concursantes de los 6. El jurado también debía condenar a 4 concursantes de los 6. Este proceso se realizaba en secreto. El jurado no sabía los 4 nombres del favorito, ni el favorito los 4 nombres del jurado. Todos aquellos concursantes que quedaban marcados en las dos listas (jurado y favorito) se convertía en candidato al reto. Si uno de los concursantes, quedaba en una lista o en ninguna, se salvaba. Por tanto, el número de candidatos al reto podía variar cada semana. El jurado y la audiencia podían salvar hasta que quedaran 2, los cuales se retaban entre sí en el reto final. El perdedor debía someterse al reto inicial con un nuevo retante al inicio de la gala de la siguiente semana
En A Tu Vera 7 (2015), A Tu Vera 8 (2016) y A Tu Vera 9 (2016-2017) volvió el sistema de puntuación por color (rojo y verde), con algunos matices.
Si un concursante recibía un rojo de cada uno de los miembros del jurado (pleno rojo), el concursante debía ocupar "La silla roja", a modo de castigo. La silla roja llevaba de forma automática al reto final de la noche. Si un concursante obtenía un pleno rojo, y ya había otro concursante ocupando la silla, se paraba la competición y se celebraba un reto entre los dos concursantes con pleno rojo (reto de silla roja). El perdedor se quedaba en la silla roja, y el ganador quedaba en zona de peligro, al amparo de la decisión final del público. El concursante que quedaba en la silla roja al final de la noche se convertía en retante.
En A Tu Vera 8 (2016), la silla roja podía esconder a un exconcursante de una edición anterior. Este debía retarse con algún concursante de pleno rojo, teniendo la posibilidad de volver a la competición, ser un concursante regular, e incluso ganar el programa
Si un concursante recibe un verde de cada uno de los miembros del jurado (pleno verde), el concursante quedaba salvado automáticamente hasta la semana siguiente. En A Tu Vera 9 (2016-2017), además, pasaba a ocupar la silla verde, con el privilegio de poder salvar a un concursante de ir a la silla roja.
Si hacía esta salvación, el concursante con pleno verde debía abandonar la silla. Si no la hacía, y a lo largo de la gala otro concursante obtenía un pleno verde, también debía dejar la silla para dejar paso al nuevo concursante. Si no hacía la salvación, y ningún otro concursante obtenía pleno verde, el concursante de la silla verde obtenía un comodín que le permitía cambiar un color rojo por uno verde las semanas siguientes
Si un concursante obtiene una puntuación mixta (mezcla de rojos y verdes) o gana un reto de silla roja tras obtener pleno rojo, queda en la zona de peligro. Al final de la noche, los 3 concursantes menos votados de la zona de peligro, se convertían en candidatos al reto. El favorito de la noche salvaba a uno. El jurado a otro. El que quedaba, se retaba con el concursante de la silla roja. El perdedor de este reto final, debía competir con el retante al inicio de la gana siguiente.
En A Tu Vera 9 (2016-2017), el devenir del concurso estaba determinado por un mensaje que llegaba a través de un abanico. El contenido del abanico afectaba a la mecánica del concurso: galas temáticas, reto final con expulsión directa, competición por equipos, puntuación basada en plenos rojos o plenos verdes (sin puntuaciones mixtas). A veces, el abanico no llevaba mensaje y la mecánica seguía de una forma regular
En A Tu Vera 10 (2017-2018), el plantel de artistas estuvo integrado por 10 exconcursantes de anteriores ediciones que obtuvieron una buena posición en el concurso (ganadores y finalistas)
En la primera gala, los concursantes se agruparon por parejas. Se celebraron 5 retos, uno contra uno. Los ganadores de cada reto pasaron a ocupar la fila de asientos superiores. Los perdedores de cada reto, pasaron a ocupar la fila de asientos inferiores.
En cada gala los concursantes luchan por ganar o mantener los asientos de la fila superior, que es la que lleva a la fase final del concurso al término de la gala 10
El sistema de puntuación sigue la mecánica del color de las anteriores ediciones, pero con la salvedad de que no hay puntuación mixta. Solo hay pleno verde o pleno rojo. Cualquier puntuación mixta (mezcla de verdes y rojos) se convertirá automáticamente en pleno rojo.
Los concursantes de la fila superior que obtengan verde, quedarán automáticamente salvados hasta la semana siguiente.
Los concursantes de la fila superior que obtengan rojo, tendrán que someterse a un reto con los concursantes que han obtenido verde en la fila inferior. El ganador de ese reto, pasará a ocupar la fila superior y quedará salvado. El perdedor, pasará a ocupar la fila inferior y quedará en zona de peligro.
Los concursantes de la fila inferior que obtengan rojo, no tendrán posibilidad de retarse para subir a la fila superior y quedarán en zona de peligro. Si hay más plenos verdes en la parte inferior que rojos en la superior, los concursantes menos votados por el público de la fila inferior, tampoco podrán retarse, y quedarán en zona de peligro.
Los concursantes más votados por el público de la fila inferior tendrán el privilegio de elegir rival y tema para el reto de ascenso
Los 5 concursantes que queden en la zona inferior tras acabar la gala se convertirán en candidatos al reto. Uno de ellos será salvado por el favorito. Otro por la audiencia. Otro por el jurado. Los dos restantes se batirán en duelo en el reto final. El perdedor irá al reto inicial de la semana siguiente, en el que puede haber un concursante anónimo u otro exconcursante de otra edición
En la gala 10, todos los concursantes de la fila superior y dos de la fila inferior se convirtieron en finalistas. Aunque en principio no estaba previsto dar plazas a los concursantes de la fila de abajo, debido a la cercanía de las fiestas navideñas, la dirección del programa concedió como regalo que dos concursantes de la fila inferior se convirtieran en finalistas. El primero de estos concursantes fue seleccionado por el público. El segundo, fue elegido tras ganar una fase de retos eliminatorios entre los concursantes de la fila de abajo
En A Tu Vera 11 (2018-2019), el plantel de concursantes recuperó la esencia de las nueve primeras ediciones (cantantes anónimos, no conocidos por el público castellano-manchego). La principal novedad de esta edición fue la inclusión de tres sillas rojas, en lugar de una.
Durante las cinco primeras semanas de competición, los tres miembros del jurado debían ponerse de acuerdo en emitir un único color (rojo o verde) para la actuación de los concursantes. Tras llegar a un consenso, el concursante valorado con color verde quedaba salvado hasta el final de la noche. Si un concursante obtenía color rojo, debía ocupar una de las tres sillas rojas. Cada silla roja quedaba asignada a un miembro del jurado (Silla 1: Maestro Rabay, Silla 2: Charo Reina, Silla 3: Pepe el Marismeño). Si un concursante recibe el color rojo tras acabar su actuación, deberá elegir silla. Así hasta que las tres sillas queden ocupadas. Si un concursante obtiene un rojo cuando las tres sillas están ocupadas, deberá elegir silla y se retará con el concursante que esté sentado en esta silla. El miembro del jurado asignado a cada silla será el encargado de decidir el resultado del reto, independientemente de la opinión de los otros dos miembros. El concursante que gane el reto estará salvado hasta el final de la noche, y el perdedor quedará sentado en la silla roja.
Al final de la noche, los tres concursante que estén sentados en una silla roja se convertirán en candidatos al reto. El cuarto candidato al reto será el concursante menos votado por la audiencia del grupo de salvados. El concursante más votado por el público del grupo de salvados se convertirá en favorito de la noche y salvará a uno de los candidatos al reto. El concursante más votado por la audiencia del grupo de candidatos al reto, será el segundo salvado. Los otros dos concursantes que no han sido salvados se someterán al reto final. El ganador se salvará. Y el perdedor se someterá al reto inicial de la semana siguiente
A partir de la gala 6, la mecánica cambió. Los resultados no se daban a conocer hasta después de acabar la actuación del último concursante en intervenir esa noche. El jurado debía repartir tres verdes y tres rojos entre los diez concursantes. Los 3 concursantes con verde, quedaban salvados hasta el final de la noche. Los 3 concursantes con rojo, pasaban a ocupar las sillas rojas. Los otros cuatro concursantes que no habían obtenido ni verde ni rojo, debían repetir la actuación. Después de la actuación, el jurado debía ponerse de acuerdo para asignar un color. El verde significa la salvación. El rojo, supone tener que celebrar un reto de sillas rojas. Al finalizar todas las actuaciones repetidas, se sigue la mecánica de las cinco primeras galas a la hora de condenar al cuarto candidato al reto, e ir salvando a los concursantes hasta llegar al reto final.
La puntuación por colores desapareció en A tu Vera 12 (2020-2021). En esta edición, los concursantes se dividieron en dos equipos: Ilusión (formado por los más jóvenes) y Esencia (formado por los más veteranos); Desde la gala 10 hasta la gala 13, los equipos fueron renombrados como Pasión y Alegría. En cada gala se celebraban 5 retos que enfrentaban a un joven contra un veterano. Cada batalla se circunscribía a una temática (que podía ser un subgénero, un intérprete, un asunto o incluso canciones que se salían del género de la copla y se acercaban a la canción española moderna). No obstante, aunque dos participantes fueran rivales de reto, cada uno de ellos interpretaba a orquesta una copla diferente. El concursante ganador de cada reto sumaba 1 punto a su equipo. El perdedor, no sumaba nada. Al acabar las 10 actuaciones tenía lugar un reto coral que tenía el valor de 2 puntos. Durante varias galas, el jurado debía decidir qué concursante hizo la mejor actuación de la noche y que por lo tanto escogería canción para la próxima gala.
El equipo que acumulara más puntos entre los retos y la coral, se proclamaba vencedor de la noche. Los miembros del equipo perdedor se convertían automáticamente en candidatos al reto. De los cinco propuestos al reto final, uno sería salvado por la audiencia, otro por el jurado, y un tercero, por el equipo ganador y de los dos que queden, el menos votado por el público se convertía en retante, y se enfrentaba al candidato procedente del casting abierto (Pero eso sólo sucedió durante las dos primeras galas y en la novena, porque en el resto de galas empezando por la tercera, el jurado y los compañeros tuvieron que nominar).
En A tu Vera 13 (2021-2022), los concursantes se volvieron a dividir en dos grupos: Lirio y Clavel, que en esta ocasión no se dividían por rango de edad como en la edición anterior. En cada gala se celebraban 5 retos que enfrentaban a un concursante del equipo Lirio contra otra del equipo Clavel. Cada batalla se circunscribía a una copla y el sistema de puntuación era parecido a la edición anterior. A partir de la gala 2, el concurso volvió a la mecánica de la edición anterior.
Una de las novedades, es que el equipo ganador, decidiría cuál sería el retante de la noche. Otra de la novedad se introdujo en la gala 2, en la que cada concursante decidiría que miembro del jurado le valoraría. En la séptima y octava gala, el equipo ganador tenía que decidir que concursante del equipo perdedor iba al reto final
En A tu vera 14 (2022-2023) los equipos desaparecieron y los concursantes pasaron a competir individualmente, todos contra todos. No obstante, se mantuvo la dinámica de retos de las dos anteriores ediciones. En cada gala se celebraban cinco duelos musicales. Los emparejamientos eran determinados por el jurado, el favorito de la noche o incluso el público de Castilla-La Mancha, personándose el maestro Rafael Rabay en diferentes pueblos de la comunidad autónoma para preguntar a los vecinos qué parejas podían formarse. Los vencedores de cada reto pasaban a la denominada zona verde. Los perdedores, quedaban en zona roja. 
Una vez acabadas las diez actuaciones, el concursante más votado de la zona verde se convertía en ganador de la noche y quedaba salvado, consiguiendo un privilegio que iba variando cada semana (elegir rival de reto para la semana que viene, decidir emparejamientos...). El concursante más votado de los diez, independientemente de la zona en que quedara, se proclamaba favorito del público. A cambio, debía salvar a un compañero de la zona roja y condenar a la zona roja a un concursante de la zona verde, pero si este concursante estaba en zona roja, pasaba directamente a zona verde y condenaba a la zona roja a un concursante situado en zona verde. Tras esta decisión, todos los concursantes de la zona verde quedaban salvados. Los cinco concursantes de la zona roja debían someterse a decisiones del jurado, el ganador de la noche o la audiencia para salvarse. Los dos concursantes de zona roja no salvados se convertían en candidatos al reto. El retante de la noche debía elegir rival entre los dos candidatos, quien no sea elegido quedaría a salvo. 
En la gala 7, emitida la noche del 11 de diciembre de 2022, A tu vera vivió una revolución. Debido al bajo rendimiento de los concursantes, y con la intención de elevar el nivel musical de la edición, se presentaron cuatro retantes, todos ellos exconcursantes de anteriores temporadas: Sergio Morcillo (4.ª edición), María Pérez (8.ª edición), Soni López (9.ª edición) y Sergio González (12.ª edición). Los cinco concursantes perdedores de los retos se convirtieron en candidatos al reto. El más votado por el público fue salvado. Los otros cuatro tuvieron que defender su permanencia en un reto contra un exconcursante. Los cuatro exconcursantes vencieron. Por primera vez en la historia del formato se produjeron cuatro expulsiones la misma noche. 
En A tu vera 15 (2024) continúa la dinámica de los retos de anteriores ediciones, pero el rol del jurado varía. Por primera vez en la historia del formato, los tres miembros del jurado se encuentran en mesas separadas. Cada uno de ellos ejerce una función distinta, que van rotando a lo largo de las semanas. En todas las galas hay dos apoderados y un elegidor. La función de los jurados apoderados es elegir concursantes para los diferentes retos. La función del jurado elegidor es decantarse por el ganador de cada reto. Los dos apoderados compiten entre sí, de forma que si el concursante que han elegido gana el reto, ellos también se llevan un punto. Al final de la noche, el apoderado con más puntos podrá salvar a un concursante. 
En cada gala se celebran cinco retos. Los concursantes ganadores de cada reto obtienen un verde. Los concursantes perdedores, un rojo. Una vez finalicen las actuaciones, se procede al recuento de votos del público. Los cinco concursantes más votados se llevarán un verde. Los cinco concursantes menos votados, un rojo. Por lo tanto, cada concursante recibirá dos colores (uno del jurado y otro de la audiencia). Los participantes con doble verde, quedarán salvados hasta la semana siguiente. Los participantes con doble rojo se convertirán en candidatos al reto. Se necesita un mínimo de tres personas en zona de peligro (doble rojo). En caso de que el cupo esté incompleto, se llenará con los concursantes menos votados que hayan quedado en zona naranja (han obtenido un verde y un rojo).
El jurado apoderado vencedor de la noche salvará a uno de los tres concursantes en zona de peligro. Los otros dos se someterán a la decisión del retante, que elegirá a uno de los dos concursantes que quedan para batirse en duelo.
A partir de la gala 6, en lugar de realizar retos, los concursantes actúan individualmente. Al final de la noche el jurado reparte cinco verdes y cinco rojos. La mecánica posterior de salvaciones y elección de retante se mantiene
FASE ELIMINATORIA
En las últimas cinco/seis galas (dependiendo de la edición) se celebra la fase eliminatoria. Se cierra el casting abierto. No entran nuevos retantes del exterior, y los concursantes en plantel se eliminan entre sí. El programa sigue la mecánica habitual de cada edición, con la salvedad de que los dos peores clasificados de la noche, son candidatos al reto final. En este reto, hay un ganador, que tiene la posibilidad de continuar en la competición, y un perdedor, que será eliminado de forma definitiva sin poder ser reemplazado. Cada semana, el número de concursantes en competición se irá reduciendo, de 10, en la primera semana de fase eliminatoria, a 5, que son los concursantes de la gala final, excepto en A tu Vera 6 (2014), que fueron seis finalistas.
En A tu Vera 5 (2013) no hubo fase eliminatoria. En la gala de la semifinal, los 9 concursantes oficiales lucharon por conseguir los 6 puestos de la final. Al estar agrupados por equipos, un concursante de cada equipo debía ser eliminado.
En A tu Vera 10 (2017-2018) la fase eliminatoria se redujo a 7 concursantes y 2 galas. En estas dos galas se recuperó la silla roja de anteriores ediciones. El pase de una gala a otra se obtenía por televoto, decisión del jurado y retos de salvación. El concursante de la silla roja se enfrentaba en el reto final al perdedor de los retos de salvación, siendo uno de ellos eliminado de forma definitiva.
En A tu Vera 12, 13 y 14 (2020-2023) la fase eliminatoria siguió la mecánica de la séptima, octava y novena edición: puntuación por colores (Pleno verde, salvación; Pleno rojo, silla roja; y zona naranja, decisión del público) con retos de silla roja entre los participantes que obtienen pleno rojo. El concursante en silla roja al final de la noche se convierte en el primer retante de la gala. El segundo retante será elegido entre los concursantes de zona naranja, después de diferentes decisiones entre público y jurado. Los dos candidatos se enfrentarán en un duelo a piano, siendo uno de ellos eliminado definitivamente. En la gala 17 de A Tu Vera 12, previa a la semifinal, unos de los 3 eliminados hasta el momento tendría la oportunidad de ser semifinalista, uniéndose a los 6 que sobrevivieran en dicha gala eliminatoria. En A Tu Vera 14 (2022-2023) volvía la silla verde, con una mecánica parecida a la de la silla roja, pero este reto lo disputan los dos concursantes con pleno verde (reto de silla verde), en el caso de que hubiera otro concursante ocupándola. El ganador se quedaba en la silla verde, y el perdedor pasaba a zona de peligro, a la espera de la decisión final del público. Y el concursante que quedaba en la silla verde al final de la noche quedaría salvado automáticamente hasta la semana siguiente.
GALA FINAL
Todas las ganas finales de A tu Vera se dividen en dos partes:
-En la primera, cada concursante canta su copla individual, como una noche normal. Es valorado por el jurado (sistema numérico o sistema de color, según la edición) y recibe votos del público. En esta fase no se lucha por ganar el premio, sino por intentar cantar lo más tarde posible en la siguiente fase. El concursante más votado por el público y el/los concursantes mejor valorados por el jurado (ya sea por puntuación numérica o pleno verde) tendrán el privilegio de no participar en los primeros retos de la siguiente fase. El concursante con menos votos del público, será el primero en empezar a retarse, y por consiguiente, tendrá el camino más difícil para ganar el concurso
-En la segunda fase, empiezan los retos eliminatorios. El concursante con menos votos del público deberá elegir compañero de reto, entre los concursantes que no hayan tenido privilegios en la fase anterior. El perdedor del reto quedará eliminado definitivamente del concurso, y no podrá optar a la victoria. El ganador podrá seguir optando el premio final, y deberá elegir un nuevo compañero entre los que quedan para volver a retarse, y repetir el procedimiento. Los dos concursantes que sobrevivan protagonizarán el reto final. El sistema es similar al utilizado en Se llama Copla.
Los retos consisten en interpretar media copla, a orquesta, con temas ya cantados a lo largo de la edición, excepto en el gran reto final que es a copla completa. En A Tu Vera 1 (2009) el ganador de cada reto lo decidía el público. En A Tu Vera 2, 3 y 4 (2010-2012), el ganador de cada reto lo decidía el jurado, incluido el gran reto final. A partir de A Tu Vera 5 (2013-actualidad), se optó por un mecanismo mixto, que perdura hasta hoy: el jurado es el encargado de decidir todos los retos excepto el Gran Reto Final, cuyo poder de decidir al vencedor de la edición lo tiene la audiencia.
En A Tu Vera 5 (2013), al ser la competición por equipos, la mecánica fue diferente. Llegaron a la final dos miembros de cada equipo (en total 6 concursantes). Mediante un reto inicial entre los dos integrantes del equipo, el jurado decidía al ganador de cada grupo, que pasaría directamente a la fase de retos. Los tres perdedores debían cantar una coral con su capitán. El ganador de la coral fue repescado para la fase de retos, la cual mantenía la mecánica de todas las ediciones.

## Producción
En las dos primeras temporadas, A Tu Vera fue realizado conjuntamente por CMM TV y 7 Televisión Región de Murcia. El espacio siempre se ha realizado desde el estudio 3 de Castilla-La Mancha Televisión en Toledo. Entre 2009 y 2010, su presentadora fue Vicky Martín Berrocal (En una gala fue sustituida por Belinda Washington debido a que ésta sufrió un accidente el día antes). A partir de 2011, CMT se encargó en solitario de producir el programa de copla y aprovechó para renovar el plató y fichar a Alicia Senovilla para conducir el formato.
En 2013, a causa de la reducción del presupuesto de CMMedia en cinco millones, el programa redujo el número de galas de 22 a 13. Esta temporada fue la única en la que las galas se grababan días antes para reducir costes. Vicky Martín Berrocal se encargó de las labores de presentación durante esta edición (Igual que en las dos primeras ediciones).
En 2014, debido a la caída de audiencia del formato en 2013, se recuperaron las galas en directo y Vicky Martín Berrocal volvería a ser reemplazada por Alicia Senovilla que a partir de esta edición sería la presentadora habitual del programa (Igual que en la tercera y la cuarta edición)
Con motivo del estreno de la séptima temporada, A tu vera volvió a renovar su plató y jurado que recuperó a Hilario López Millán y fichó a la cantante Pilar Boyero.
En la octava temporada, se incorporó al jurado la cantante Merche.
En la novena edición, el jurado se renovó con la llegada de las cantantes Rosario Mohedano y Erika Leiva, que participó en la primera edición del popular talent "Se llama copla".
En la décima edición participaron los mejores concursantes de todas las ediciones de A tu vera. Volvió al jurado Hilario López Millán, y se incorporó la cantante Lorena Gómez, ganadora de Operación Triunfo 2006, tercera clasificada de Tu Cara Me Suena 5, y jurado de A tu vera Mini
En la undécima edición el jurado recuperó a Pepe el Marismeño (Que ya había ejercido esa labor en A tu vera 4), y a la cantante Charo Reina, que en la edición anterior había participado en algunas galas como sustituta de Lorena.
En la decimosegunda edición, se incorporó al jurado la cantante Melody, siendo sustituida en la gala 12 por la cantante Maria Toledo, ya que esta asumió la responsabilidad de presentar la gala debido a que Alicia Senovilla tuvo contacto con una persona que ha dado positivo en COVID-19. En las galas 13 y 14, María Toledo sustituyó a Melody por el mismo motivo y en las galas 14 y 15, Pepe el Marismeño fue sustituido por el presentador José Manuel Parada, por los mismos motivos previamente mencionados.
En la decimotercera edición, se incorporó una novedad en el jurado, en lugar de 3 miembros en el jurado como venía siendo habitual, tendría a 4 miembros (Igual que en las 3 primeras ediciones). En la Gala 1, la cantante María Toledo ocuparía la cuarta silla en la mesa del jurado. En la gala 6, María Toledo fue sustituida por La Húngara debido a compromisos laborales de esta. En la gala 11, Melody se ausentó del programa y entonces tuvieron que valorar María Toledo, Rafael Rabay y Pepe el Marismeño.
La gala de la semifinal, emitida el sábado 5 de febrero de 2022, generó un gran revuelo en los espectadores, redes sociales y medios digitales, cuando Sandrina, una de las concursantes, sufrió un desmayo al término de su actuación en el reto final. La participante, que había olvidado la letra de "Triniá", se desplomó en el suelo, provocando un susto a los presentes, entre ellos a su propia madre que estaba sentada en las gradas, y sufrió una crisis nerviosa en directo. Aunque las cámaras dejaron de enfocar el incidente, segundos después se podía escuchar la voz de la aspirante, supuestamente consciente y en pie, así como gritos e insultos entre los familiares durante un minuto. Esto provocó una gran polémica sobre la veracidad del vahído. Alicia tuvo que cerrar la gala precipitadamente, dejando en suspensión el resultado del reto hasta la semana siguiente. Finalmente, la concursante decidió no presentarse a la Gran Final, y Jonathan, su contrincante, se convirtió automáticamente en quinto finalista.
La decimocuarta edición, volvió a contar con 4 miembros del jurado, siendo estos los mismos que en la pasada edición. En la gala 5, Melody fue sustituida por Sylvia Pantoja. En la gala 10, María Toledo fue sustituida por Laura Gallego, en las galas 11 y 12, María Toledo se ausentó del programa y entonces tuvieron que valorar Rafael Rabay, Melody y Pepe el Marismeño. En la gala final fue sustituida por La Húngara.
La decimoquinta edición, cuya fecha de estreno está prevista para 2024, trajo importantes cambios en la presentación: Alicia Senovilla sería sustituida por Gloria Santoro, copresentadora del programa En Compañía, que se emite todas las tardes en Castilla-La Mancha Media. Por primera vez en la historia del formato, una persona castellano-manchega conduciría A tu vera. Junto a ella, aparece también la figura del copresentador, el puertollanense Jesús de Manuel, cantante y concursante de Operación Triunfo 2005. Pepe el Marismeño y Melody abandonan su puesto en el jurado, y su lugar es ocupado por el cantautor y compositor Alejandro Abad, representante de España en Eurovisión 1994 (con el tema Ella no es ella), y participante de Gran Hermano VIP 5 en 2017. 
El formato se renovó en forma y fondo. Entre las novedades destacan los retos a tres en la gala de castings y la presencia de concursantes procedentes de otras comunidades autónomas

## Equipo

### Presentador
Presentador fijo
     Presentador sustituto (en 1 o más galas)
|                    | CMM Media | CMM Media | CMM Media | CMM Media | CMM Media | CMM Media | CMM Media | CMM Media | CMM Media | CMM Media | CMM Media | CMM Media | CMM Media | CMM Media | CMM Media |
| Edición            | 1         | 2         | 3         | 4         | 5         | 6         | 7         | 8         | 9         | 10        | 11        | 12        | 13        | 14        | 15        |
| Año                | 2009      | 2010      | 2011      | 2011-2012 | 2013      | 2014      | 2015      | 2016      | 2016-2017 | 2017-2018 | 2018-2019 | 2020-2021 | 2021-2022 | 2022-2023 | 2024      |
| ------------------ | --------- | --------- | --------- | --------- | --------- | --------- | --------- | --------- | --------- | --------- | --------- | --------- | --------- | --------- | --------- |
| Vicky Martín B.    |           |           |           |           |           |           |           |           |           |           |           |           |           |           |           |
| Alicia Senovilla   |           |           |           |           |           |           |           |           |           |           |           |           |           |           |           |
| Gloria Santoro     |           |           |           |           |           |           |           |           |           |           |           |           |           |           |           |
| Jesús de Manuel    |           |           |           |           |           |           |           |           |           |           |           |           |           |           |           |
| Belinda Washington |           |           |           |           |           |           |           |           |           |           |           |           |           |           |           |
| Melody             |           |           |           |           |           |           |           |           |           |           |           |           |           |           |           |
| Alfonso Hevia      |           |           |           |           |           |           |           |           |           |           |           |           |           |           |           |

### Jurado
Jurado fijo
     Jurado sustituto (en 1 o más galas)
| Miembro del jurado   | Temporada | Temporada | Temporada | Temporada | Temporada | Temporada | Temporada | Temporada | Temporada | Temporada | Temporada | Temporada | Temporada | Temporada | Temporada |
| Miembro del jurado   | 1         | 2         | 3         | 4         | 5         | 6         | 7         | 8         | 9         | 10        | 11        | 12        | 13        | 14        | 15        |
| -------------------- | --------- | --------- | --------- | --------- | --------- | --------- | --------- | --------- | --------- | --------- | --------- | --------- | --------- | --------- | --------- |
| Rafael Rabay         |           |           |           |           |           |           |           |           |           |           |           |           |           |           |           |
| Paco Valladares      |           |           |           |           |           |           |           |           |           |           |           |           |           |           |           |
| Gala Évora           |           |           |           |           |           |           |           |           |           |           |           |           |           |           |           |
| Hilario López Millán |           |           |           |           |           |           |           |           |           |           |           |           |           |           |           |
| Pepe "el Marismeño"  |           |           |           |           |           |           |           |           |           |           |           |           |           |           |           |
| La Húngara           |           |           |           |           |           |           |           |           |           |           |           |           |           |           |           |
| Marian Conde         |           |           |           |           |           |           |           |           |           |           |           |           |           |           |           |
| Carlos Vargas        |           |           |           |           |           |           |           |           |           |           |           |           |           |           |           |
| María Toledo         |           |           |           |           |           |           |           |           |           |           |           |           |           |           |           |
| Pilar Boyero         |           |           |           |           |           |           |           |           |           |           |           |           |           |           |           |
| Merche               |           |           |           |           |           |           |           |           |           |           |           |           |           |           |           |
| Rosario Mohedano     |           |           |           |           |           |           |           |           |           |           |           |           |           |           |           |
| Erika Leiva          |           |           |           |           |           |           |           |           |           |           |           |           |           |           |           |
| Lorena Gómez         |           |           |           |           |           |           |           |           |           |           |           |           |           |           |           |
| Charo Reina          |           |           |           |           |           |           |           |           |           |           |           |           |           |           |           |
| Melody               |           |           |           |           |           |           |           |           |           |           |           |           |           |           |           |
| José Manuel Parada   |           |           |           |           |           |           |           |           |           |           |           |           |           |           |           |
| Sylvia Pantoja       |           |           |           |           |           |           |           |           |           |           |           |           |           |           |           |
| Laura Gallego        |           |           |           |           |           |           |           |           |           |           |           |           |           |           |           |
| Alejandro Abad       |           |           |           |           |           |           |           |           |           |           |           |           |           |           |           |
| Joana Jiménez        |           |           |           |           |           |           |           |           |           |           |           |           |           |           |           |

## Temporadas
|       | 1     | 22  | 15 de febrero de 2009  | 12 de julio de 2009   | Maribel Castillo | Raúl Palomo         | Silverio Belmonte | Rafael Rabay Paco Valladares Gala Évora              |
|       | 2     | 22  | 21 de febrero de 2010  | 18 de julio de 2010   | Rocío Durán      | Olga Romero         | Inés Robles       | Rafael Rabay Hilario López Millán Gala Évora         |
|       | 3     | 22  | 23 de enero de 2011    | 19 de junio de 2011   | Ángel García     | Ana María Cervantes | Juan Jumilla      | Rafael Rabay Hilario López Millán Gala Évora         |
|       | 4     | 22  | 6 de noviembre de 2011 | 15 de abril de 2012   | Alicia Blázquez  | Lorena Blázquez     | Carmen Valero     | Rafael Rabay La Húngara Pepe "el Marismeño"          |
|       | 5     | 17  | 17 de febrero de 2013  | 9 de junio de 2013    | Verónica Lozano  | Natalia Moralo      | Marceliano García | Marian Conde Carlos Vargas                           |
|       | 6     | 15  | 16 de febrero de 2014  | 25 de mayo de 2014    | Nayara Medina    | Araceli González    | María Carmona     | Rafael Rabay María Toledo Carlos Vargas              |
|       | 7     | 14  | 15 de febrero de 2015  | 10 de mayo de 2015    | Ana Nájera       | Javier Enzo         | Inma Nova         | Rafael Rabay Hilario López Millán Pilar Boyero       |
|       | 8     | 14  | 17 de enero de 2016    | 24 de abril de 2016   | Natalia Moralo   | Richard Cortés      | Mari Luz Romero   | Rafael Rabay Hilario López Millán Merche             |
|       | 9     | 14  | 9 de octubre de 2016   | 22 de enero de 2017   | Lidia Gómez      | Magdalena Romero    | Ubaldo Valverde   | Rafael Rabay Rosario Mohedano Erika Leiva            |
|       | 10    | 14  | 8 de octubre de 2017   | 21 de enero de 2018   | Ana Nájera       | Ubaldo Valverde     | Lidia Gómez       | Rafael Rabay Hilario López Millán Lorena Gómez       |
|       | 11    | 13  | 28 de octubre de 2018  | 20 de enero de 2019   | Álvaro Montes    | Laura García        | Vanesa Ruiz       | Rafael Rabay Pepe "El Marismeño" Charo Reina         |
|       | 12    | 19  | 17 de octubre de 2020  | 27 de febrero de 2021 | Lucía Rodríguez  | Jennifer Rubio      | Sergio González   | Rafael Rabay Pepe "El Marismeño" Melody              |
|       | 13    | 14  | 30 de octubre de 2021  | 12 de febrero de 2022 | Pedro Bautista   | Ana María Vega      | Beatriz Pérez     | Rafael Rabay Pepe "El Marismeño" Melody María Toledo |
|       | 14    | 13  | 29 de octubre de 2022  | 4 de febrero de 2023  | Sergio Morcillo  | María Pérez         | Jonathan Sánchez  | Rafael Rabay Pepe "El Marismeño" Melody María Toledo |
|       | 15    | 13  | 13 de enero de 2024    | 7 de abril de 2024    | Rocío Molina     | Toñi Ronquillo      | Ana Esteso        | Rafael Rabay María Toledo Alejandro Abad             |
| TOTAL | TOTAL | 235 | 15 de febrero de 2009  | -                     |                  |                     |                   |                                                      |

## Audiencias
| Edición      | Galas | Estreno                | Audiencia       |
| ------------ | ----- | ---------------------- | --------------- |
| 1.ª Edición  | 22    | 15 de febrero de 2009  | 17,4% / 100.200 |
| 2.ª Edición  | 22    | 21 de febrero de 2010  | 16,5% / 100.000 |
| 3.ª Edición  | 22    | 23 de enero de 2011    | 14% /78.000     |
| 4.ª Edición  | 22    | 6 de noviembre de 2011 | 13,4% / 80.000  |
| 5.ª Edición  | 17    | 17 de febrero de 2013  | 8% / 52.000     |
| 6.ª Edición  | 15    | 16 de febrero de 2014  | 8,8% / 80.000   |
| 7.ª Edición  | 14    | 15 de febrero de 2015  |                 |
| 8.ª Edición  | 14    | 17 de enero de 2016    |                 |
| 9.ª Edición  | 14    | 9 de octubre de 2016   |                 |
| 10.ª Edición | 14    | 8 de octubre de 2017   | 9,6%/48.000     |
| 11.ª Edición | 13    | 28 de octubre de 2018  |                 |
| 12.ª Edición | 19    | 17 de octubre de 2020  |                 |
| 13.ª Edición | 14    | 30 de octubre de 2021  |                 |
| 14.ª Edición | 13    | 29 de octubre de 2022  |                 |
| 15.ª Edición | 13    | 13 de enero de 2024    |                 |

Nochebuena 2015 Artistas: Escolanía de los Seises, Mar Florido, Juan Jumilla, Aurelio Verde, Javier Enzo, Lorenzo Pérez, María Rubí, Laura Amores, Sheila Jiménez, Lorena Blázquez, Mari Luz Carmona, Olga Romero, Coral Jiménez, María Pérez, Ana Esteso, Elena Bella, María Toledo, Ana Nájera, Juan Vicente, Cristina Parejo, Merche, Ángel Delgado, Matías Alonso, Rocío Durán, Richard Cortés y Alicia Blázquez.

## Audiencia gala final
| Edición      | Galas | Estreno               | Audiencia       |
| ------------ | ----- | --------------------- | --------------- |
| 1.ª Edición  | 22    | 12 de julio de 2009   | 22,4% / 95.000  |
| 2.ª Edición  | 22    | 18 de julio de 2010   | 18,8% / 100.000 |
| 3.ª Edición  | 22    | 19 de junio de 2011   | 22,2% /101.000  |
| 4.ª Edición  | 22    | 15 de abril de 2012   | 16% / 100.000   |
| 5.ª Edición  | 17    | 9 de junio de 2013    | 10,7% /75.000   |
| 6.ª Edición  | 15    | 25 de mayo de 2014    | % /             |
| 7.ª Edición  | 14    | 10 de mayo de 2015    | %/              |
| 8.ª Edición  | 14    | 24 de abril de 2016   | 10,1%/ 61.000   |
| 9.ª Edición  | 14    | 22 de enero de 2017   | 9,1%/ 51.000    |
| 10.ª Edición | 14    | 21 de enero de 2018   | 12,8%/ 67.000   |
| 11.ª Edición | 13    | 20 de enero de 2019   | 12,2%/ 62.000   |
| 12.ª Edición | 19    | 27 de febrero de 2021 | 10,3%/ 54.000   |
| 13.ª Edición | 14    | 12 de febrero de 2022 | 11,6%/ 55.000   |
| 14.ª Edición | 13    | 4 de febrero de 2023  |                 |
| 15.ª Edición | 13    | 7 de abril de 2024    |                 |